# 1574 Meyer
Az 1574 Meyer (ideiglenes jelöléssel 1949 FD) egy kisbolygó a Naprendszerben. Louis Boyer fedezte fel 1949. március 22-én, Algírban.